# Adolphe Marchand
Adolphe Marchand est un homme politique français né le 16 février 1820 à Chirac (Charente) et décédé le 18 octobre 1903 à Loubert.

## Biographie
Sans antécédents politiques, il est élu député de la Charente en 1871 et siège à droite, chez les monarchistes. il est conseiller général du canton de Saint-Claud en 1871. Il est battu aux législatives de 1876 et 1877 et quitte alors la vie politique.

## Sources
- Ressource relative à la vie publique :   - Base Sycomore
- « Adolphe Marchand », dans Adolphe Robert et Gaston Cougny, Dictionnaire des parlementaires français, Edgar Bourloton, 1889-1891 [détail de l’édition]